# Bazylika św. Marii Matki Litościwej w Mariborze

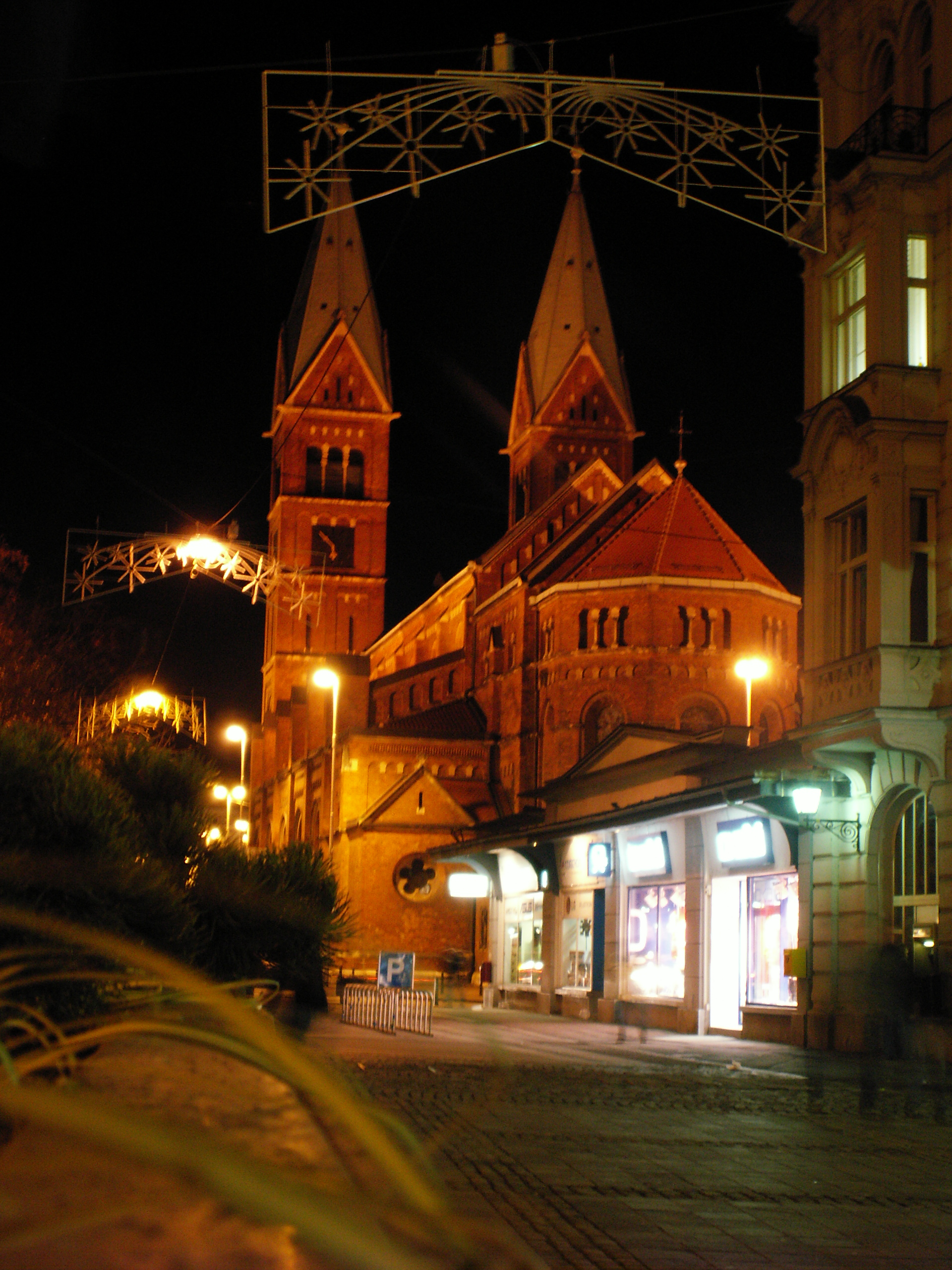
Bazylika Matki Litościwej nocą

Bazylika św. Marii, Matki Litościwej w Mariborze (slov. Bazilika Sv. Marije Matere Usmiljenja) – kościół należący do zakonu franciszkanów, zbudowany w latach 1892–1900, zaprojektowany przez wiedeńskiego architekta Riharda Jordana w miejscu starego kościoła. Większość malowideł w kościele, stworzył węgierski artysta Ferenz Pruszinskay, zaś drogę krzyżową namalował Miloš Hohnjec z Celje. W kościele znajdują się trzy nawy i dwie wieże. 